# Tàu điện ngầm Incheon
Tàu điện ngầm Incheon (Hangul: 인천도시철도, Hanja: =仁川都市鐵道) là tuyến tàu điện ngầm đơn phục vụ cho thành phố Incheon, Hàn Quốc. Có một lối chuyển giao đến Tàu điện ngầm Seoul tuyến 1 tại Ga Bupyeong và Tàu điện ngầm Seoul tuyến 7 tại Ga văn phòng Bupyeong-gu, cũng như Tuyến Suin tại Ga Woninjae và AREX tại Ga Gyeyang.
Tuyến có 29 nhà ga trên tổng độ dài 29,4 kilômét (18,3 mi). Tàu điện ngầm Incheon quản lý bởi Tổng công ty vận chuyển Incheon. Dự kiến sẽ có thêm 2 tuyến.

## Tuyến
| Tên tuyến Tiếng Anh | Tên tuyến Hangul | Ga bắt đầu   | Ga kết thúc               | Ga | Tổng độ dài bằng km |
|                     |                  |              |                           |    |                     |
| Tuyến Incheon 1     | 1호선            | Gyeyang      | Quận doanh nghiệp quốc tế | 29 | 29.4 km             |
| Tuyến Incheon 2     | 2호선            | Geomdan Oryu | Unyeon                    | 27 | 29.3 km             |
|                     |                  |              |                           |    |                     |

### Tuyến 1
Lần chạy thử trên tuyến 1 được bắt đầu vào năm 1999, với độ dài 29,4 kilômét (18,3 mi) bắc-nam. Sau sáu năm xây dựng nó được mở cửa phục vụ vào 6 tháng 10 năm 1999 như hệ thống tàu điện ngầm thứ 4 ở Hàn Quốc sau Seoul, Busan và Daegu. Một chuyến của tuyến đi dọc từ Gyeyang ở phía Bắc đến Dongmak ở phía Nam mất khoảng 45 phút. Ga Bupyeong là nơi chuyển đổi đến Korail, một tuyến đường đã tích hợp vào hệ thống tàu điện ngầm Seoul như một phần mở rộng của Seoul tuyến 1. Tàu điện ngầm Incheon hoàn toàn nằm dưới lòng đất, ngoại trừ phía Bắc Bakcheon.
Một nhà ga mở rộng đến Gyeyang, kết nối với AREX, mở cửa vào tháng 3 năm 2007. Sáu nhà ga mở rộng phía Nam mở cửa vào tháng 6 năm 2009.

### Tuyến 2
Trong tương lai Tuyến 2 lên kế hoạch mở thêm 27 nhà ga từ Oryu dong ở Seo-gu đến công viên Incheon Grand, và độ dài tuyến sẽ là 29,3 kilômét (18,2 mi). giao Tuyến 1 tại Ga tòa thị chính Incheon, Korail tuyến 1 tại Ga Juan, và AREX tại Ga Geomam.

## Mở rộng

### Tuyến 3
| Tên tuyến Tiếng Anh | Tên tuyến Hangul | Ga bắt đầu | Ga kết thúc | Ga | Tổng độ dài bằng km |
|                     |                  |            |             |    |                     |
| Tuyến 3             | 3호선            | Dongmak    | Dowon       |    |                     |
|                     |                  |            |             |    |                     |

Trong tương lai Tuyến 3 lên kế hoạch sẽ là tuyến vòng của Tàu điện ngầm Incheon. Nó sẽ giao Korail tuyến 1 tại Ga Dowon, Tàu điện ngầm Incheon tuyến 1 tại Ga Dongmak.

## Giá vé

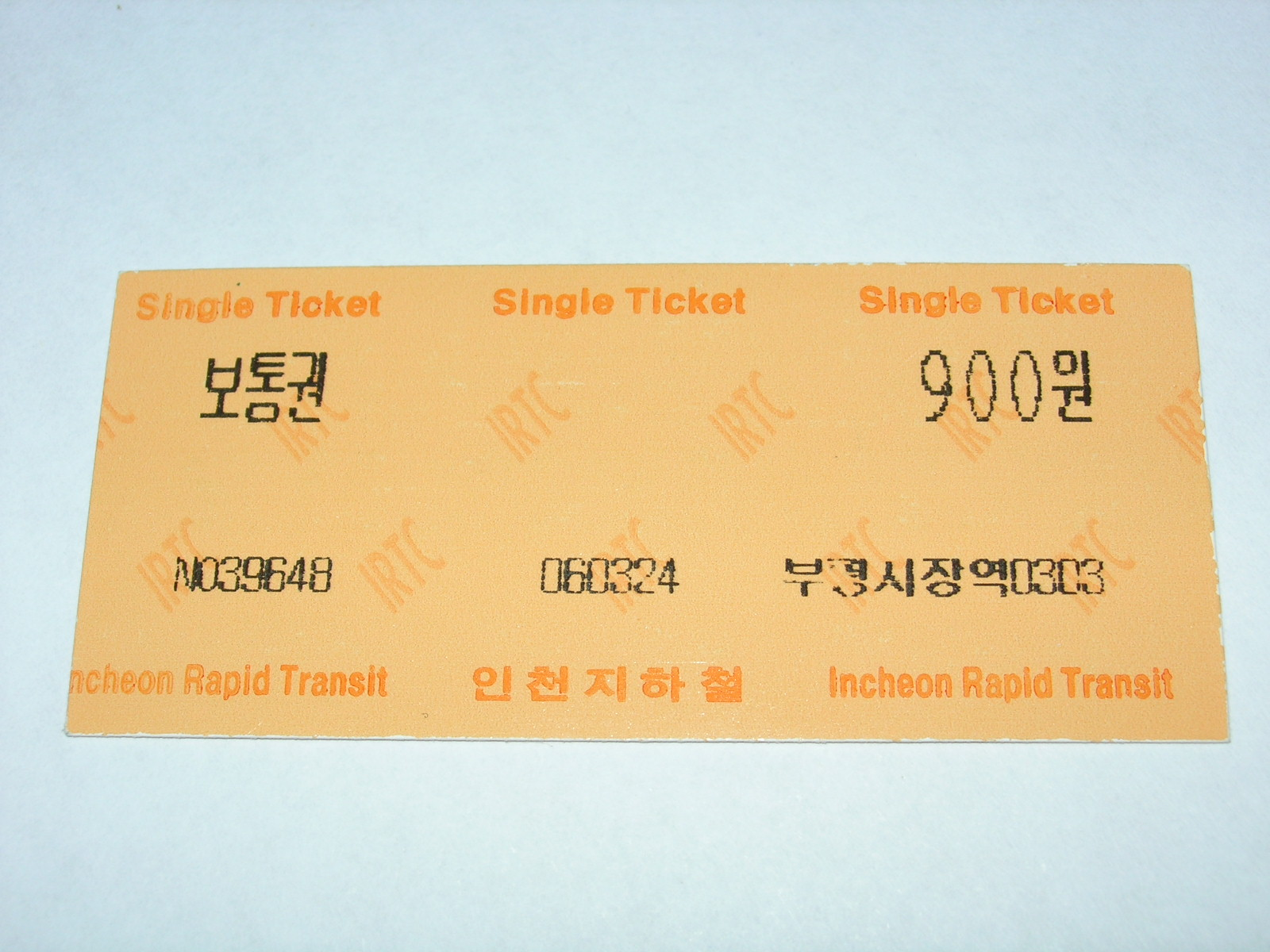
Vé tàu điện ngầm Incheon cũ

## Liên kết
- Tổng công ty vận chuyển Incheon – Trang chủ Lưu trữ ngày 4 tháng 11 năm 2016 tại Wayback Machine (tiếng Anh)
- Incheon tại UrbanRail.net (tiếng Anh)
- Thông tin tàu điện ngầm vận chuyển ở Hàn Quốc (tiếng Anh) (tiếng Nhật) (tiếng Hàn)